# Antenor Nascentes

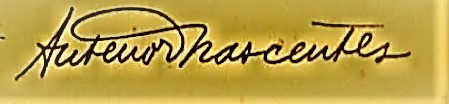
Autógrafo de Antenor Nascentes.

Antenor Nascentes (Rio de Janeiro, 19 de junho de 1886 — 6 de setembro de 1972) foi um filólogo, linguista e lexicógrafo brasileiro de grande importância para o estudo da língua portuguesa brasileira. É considerado um dos mais importantes estudiosos da Língua Portuguesa do Brasil no século XX. Ocupou, como fundador, a Cadeira nº 3 da Academia Brasileira de Filologia.
Entre a enorme lista de importantes obras produzidas ao longo de sua vida, destaca-se seu Dicionário Etimológico da Língua Portuguesa, de 1932, que o fez famoso no meio dos estudiosos de sua língua materna não apenas no Brasil mas também em Portugal.
Podem-se destacar ainda seu Vocabulário Ortográfico, de 1941, que influenciou o Vocabulário Ortográfico da história da Academia Brasileira de Letras (ABL), cuja primeira edição foi publicada logo depois; e seu Dicionário Etimológico de Nomes Próprios, que viria a servir de base para o Vocabulário Onomástico da Língua Portuguesa da ABL, lançado apenas em 1999.
Foi ainda o autor do primeiro Dicionário de Português da Academia Brasileira de Letras, de 1967, e suas ideias e proposições acerca da ortografia da língua portuguesa influenciaram as bases da ortografia portuguesa atual. Foi autor ainda de "A saudade portuguesa na toponímia brasileira", entre muitas outras obras, foi o agraciado com o Prêmio Machado de Assis no ano de 1962.

## Biografia
Antenor Nascentes nasceu numa família de poucos recursos financeiros. Seu pai, Dácio de Veras Nascentes, era funcionário da alfândega e sua mãe, Paulina Victorina Gutmann, era lavadeira. Ambos os pais eram frutos de relações extraconjugais de homens brancos com mulheres de origem africana e de condição escravizada.
Antenor Nascentes foi professor do prestigioso Colégio Pedro II e também funcionário concursado dos Correios e Telégrafos e do Ministério da Justiça.

## Obras selecionadas

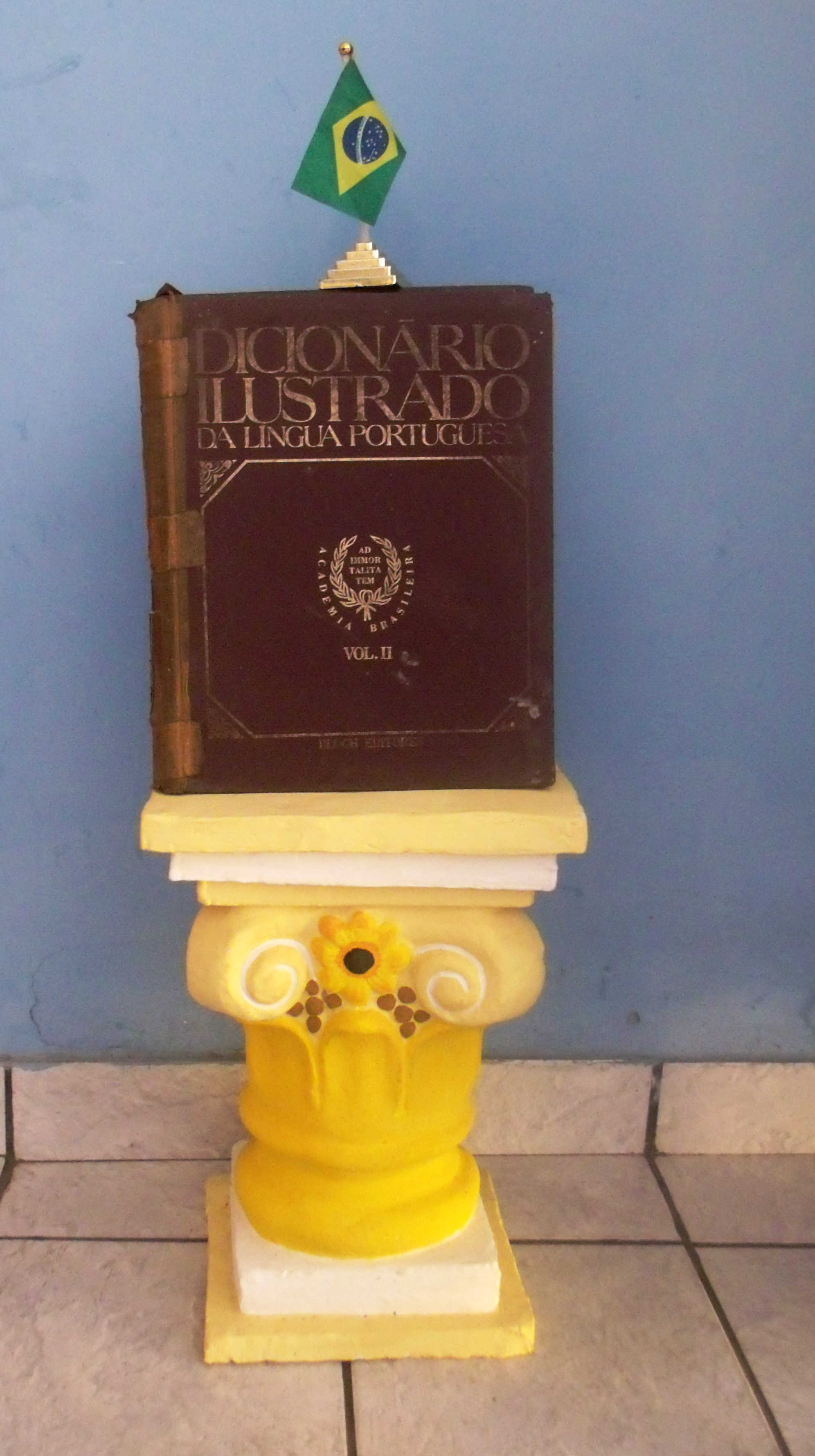
Primeira edição de 1972 do Dicionário Ilustrado da Língua Portuguesa da Academia Brasileira de Letras, organizado por Antenor Nascentes e editado pela ABL.

- Ligeiras Notas sobre Redação Oficial - Rio de Janeiro, 1914.
- Ensaio de phonetica differencial luso-castelhana; dos elementos gregos que se encontram no espanhol (tese) - Rio de Janeiro: Jornal do Commercio, 1919.
- Gramática da língua espanhola para uso dos brasileiros - Rio de Janeiro: Livraria Drummond, 1920.
- Método Prático de Análise Lógica, - Rio de Janeiro: Francisco Alves, 1920.
- Como evitar as Sílabas em Latim - Rio de Janeiro: desconhece-se o editor, 1920.
- Método Prático de Análise Gramatical, Rio de Janeiro: desconhece-se o editor, 1921.
- O Idioma Nacional, Volume I - Rio de Janeiro: Typographia A Encadernadora, 1926.
- O Idioma Nacional, Volume II - Rio de Janeiro: Typographia A Encadernadora, 1927.
- O Idioma Nacional, Volumes III, IV e V - Rio de Janeiro: Typographia A Encadernadora, 1928.
- Noções de estilística e de literatura - Rio de Janeiro: Francisco Alves, 1929.
- Dicionário etimológico da língua portuguesa - Rio de Janeiro: Francisco Alves, 1932.
- Num Paíz Fabuloso - Viagens"" - Rio de Janeiro: Calvino Filho Editor, 1933.
- América do Sul - Rio de Janeiro: Companhia Editora Nacional, 1937.
- Estudos Filológicos 1ª Série - Rio de Janeiro, Civilização Brasileira, 1939.
- A Ortografia Simplificada ao Alcance de Todos - Rio de Janeiro: Civilização Brasileira, 1940.
- Dicionário de Dúvidas e Dificuldades do Idioma Nacional - Rio de Janeiro, 1941.
- Vocabulário Ortográfico do idioma Nacional - Rio de Janeiro, 1941.
- Idioma Nacional - Rio de Janeiro: Valverde, 1944.
- O problema da regência (regência integral e viva) - Rio de Janeiro: Livraria editora Freitas Bastos, 1944.
- Tesouro da fraseologia brasileira - Rio de Janeiro: Freitas Bastos, 1945.
- Antologia Espanhola e Hispano-Americana - Rio de Janeiro: Zelio Valverde Editor, 1945.
- Léxico de nomenclatura gramatical brasileira - Rio de Janeiro: Edições Dois Mundos, 1946.
- Dicionário etimológico da língua portuguesa: nomes próprios - Rio de Janeiro: Francisco Alves, 1952.
- A gíria brasileira - Rio de Janeiro: Livraria Acadêmica, 1953.
- O linguajar carioca - Rio de Janeiro: Organização Simões, 1953.
- Elementos de filologia românica - Rio de Janeiro: Organização Simões, 1954.
- Efemérides Cariocas" - Rio de Janeiro, Governo do Distrito Federal,  1957
- Bases para a elaboração do atlas lingüístico do Brasil - Rio de Janeiro: MEC, 1961.
- Poesias Completas de Laurindo Rebêlo coligidas e anotadas Rio de Janeiro: desconhece-se o editor, 1963.
- Dicionário de língua portuguesa da Academia Brasileira de Letras - Rio de Janeiro: Imprensa Nacional, 1967.
- Dicionário de sinônimos - Rio de Janeiro: Livros de Portugal, 1969.

### Traduções, prefácios e organizações selecionadas
- Teatro de Beaumarchais - Rio de Janeiro: desconhece-se o editor, 1923
- Os Lusíadas Edição escolar, Rio de Janeiro: desconhece-se o editor, 1930
- Música do Parnaso de Miguel Botelho de Oliveira: prefácio e organização do texto. Rio de Janeiro; 1953
- Fausto, de Goethe Tradução em colaboração com José Júlio Ferreira de Sousa. Rio de Janeiro: Imprensa Nacional, 1964

### Sobre o biografado
- ALVES PEREIRA PENHA, João. Filólogos Brasileiros. Franca: Editora Ribeirão Gráfica, 2002, p. 67-72.